# Jack O’Connell (aktor)
Jack O’Connell (ur. 1 sierpnia 1990 w Derby) – brytyjski aktor znany m.in. z roli Jamesa Cooka w serialu Kumple oraz roli Pukeya Nichollsa z To właśnie Anglia.

## Życiorys
Uczęszczał do ST Benedicts RC School, a następnie wziął udział w kursach aktorstwa w Carlton ITV Junior Television.
Po raz pierwszy pojawił się w jednym odcinku brytyjskiego serialu Doctors w 2005 roku, jako Connor Yates, później wystąpił w czterech odcinkach serialu The Bill jako Ross Trecot. W 2006 roku zadebiutował w filmie To właśnie Anglia opowiadającym o chłopcu dorastającym w latach 80. Reżyser, Shane Meadows, stworzył postać Pukeya Nichollsa specjalnie dla O’Connella, ponieważ był nieco za dorosły na odegranie głównej roli w tym filmie.
W 2007 roku O’Connell odegrał małe epizody w serialach Waterloo Road, Holby City i Wire in the Blood.
Można go zobaczyć również w rolach teatralnych: dołączył do obsady dramatu Scarborough, zaprezentowanego na festiwalu w Edynburgu, a rok później otrzymał angaż w Royal Court Theatre w Londynie.
W październiku 2007 roku wystąpił na edukacyjnym filmie DVD wyprodukowanym przez policję hrabstwa Derbyshire, w którym jego postać, Alfie Gilchrist, zmaga się z wieloma problemami współczesnej brytyjskiej młodzieży: piciem alkoholu, narkotykami, podrabianiem dokumentów, kradzieżą samochodów itp. Magazyn Youth Work Now opisał jego występ jako wybitny.
O’Connell wystąpił również w thrillerze – horrorze Eden Lake jako czarny charakter Brett, w serialu telewizyjnym Wuthering Heights i w brytyjskim młodzieżowym serialu Skins, w trzecim i czwartym sezonie oraz w piątym i szóstym odcinku siódmego sezonu jako James Cook.
W 2009 roku zagrał w kryminale Harry Brown z Michaelem Caine’em.

## Filmografia

### Film
| Rok  | Film                                               | Rola                    |
| 2006 | To właśnie Anglia (This Is England)                | Pukey Nicholls          |
| 2008 | Eden Lake                                          | Brett                   |
| 2009 | Harry Brown                                        | Marky                   |
| 2011 | Weekender                                          | Dylan                   |
| 2012 | Tower Block                                        | Kurtis                  |
| 2012 | Private Peaceful                                   | Charlie Peaceful        |
| 2012 | Zobowiązanie (The Liability)                       | Adam                    |
| 2013 | Starred Up                                         | Eric                    |
| 2014 | 300: Początek imperium (300: Rise of an Empire)    | Calisto                 |
| 2014 | Niezłomny (Unbroken)                               | Louis Zamperini         |
| 2014 | W potrzasku. Belfast ’71 (’71)                     | Gary Hook               |
| 2016 | Zakładnik z Wall Street (Money Monster)            | Kyle Budwell            |
| 2017 | Kryptonim HHhH (The Man with the Iron Heart)       | Jan Kubiš               |
| 2017 | Tulipanowa gorączka (Tulip Fever)                  | William                 |
| 2018 | Chrzest ogniem (Trial by Fire)                     | Cameron Todd Willingham |
| 2019 | Seberg                                             | Jack Solomon            |
| 2019 | Jungleland                                         | Lion Kaminski           |
| 2022 | Kochanek Lady Chatterley (Lady Chatterley’s Lover) | Oliver Mellors          |
| 2023 | Ferrari (film)                                     | Peter Collins           |
| 2024 | Back to Black                                      | Blake Fielder-Civil     |
| 2025 | Grzesznicy                                         | Remmick                 |

### Telewizja
| Rok       | Film                                | Rola           | Inne        |
| --------- | ----------------------------------- | -------------- | ----------- |
| 2005      | Doctors                             | Connor Yates   | 1 odcinek   |
| 2005      | The Bill                            | Ross Trescot   | 4 odcinki   |
| 2007      | Waterloo Road                       | Dale Baxter    | 1 odcinek   |
| 2007      | Szpital Holby City (Holby City)     | Davey Hunt     | 1 odcinek   |
| 2007      | Wire in the Blood                   | Jack Norton    | 1 odcinek   |
| 2009      | Wuthering Heights                   | Stepherd Lad   |             |
| 2010      | Dive                                | Robert         |             |
| 2011      | United                              | Bobby Charlton |             |
| 2011      | The Runaway                         | Eamonn         |             |
| 2009-2013 | Kumple (Skins)                      | James Cook     | 18 odcinków |
| 2017      | Bezbożnicy (Godless)                | Roy Goode      |             |
| 2021      | Na Wodach Północy (The North Water) | Patrick Summer |             |